# Yahoo News
Yahoo Nachrichten (Eigenschreibweise: yahoo!nachrichten, engl. yahoo!news) ist eine Nachrichten-Website, die als Dienstleistung des Webportals Yahoo im August 1996 gestartet wurde. Es ist ein Nachrichtenaggregator, deren Artikel überwiegend von Nachrichtenagenturen und anderen Medienhäusern stammen. Im Alexa Rank der Kategorie Nachrichten wurde Yahoo Nachrichten regelmäßig unter den Top 10 gezählt.
Im September 2022 erwarb Yahoo das Startup The Factual, das per künstlicher Intelligenz automatisiert Glaubwürdigkeitsbewertungen abgibt und Tendenzen in der Berichterstattung einschätzt, um damit den rund 200 Mio. Besuchern, die jeden Monat auf Yahoo Nachrichten zugreifen, eine Unterstützung zu bieten.